# Kazimierz Adach
Kazimierz Piotr Adach (* 9. května 1957, Ustka) je bývalý polský boxer, trenér a majitel boxerského oddílu, držitel bronzové olympijské medaile z Letních olympijských her 1980 v Moskvě.

## Životopis
Adach absolvoval studium na katedře geografie na Pedagogické univerzitě a je magistrem v oboru geografie. K boxu ho přivedlo v 11 letech sledování olympijských her v Mexiku a vítězství Jerzyho Kuleje v boxerském ringu. V letech 1972 – 1985 boxoval za klub Czarni Slupsk a potom ještě jeden rok za německý Landshut (1985 – 1986). V roce 1989 se stal trenérem týmu Czarni Slupsk a o rok později ho dovedl k mistrovskému titulu, v roce 1991 se ale seniorský tým z finančních důvodů rozpadl. V roce 2001 byl zaregistrován klub SKB Czarni na čele s prezidentem Adachem. Adach byl oceněn za své sportovní úspěchy titulem mistra sportu.

## Adachova boxerská kariéra
Adach získal tři národní tituly v lehké váze (1982 – 1984), třikrát byl ve finále (1979 – 1981), za národní družstvo vybojoval deset mezistátních zápasů (1979 – 1984) se čtyřmi vítězstvími a šesti porážkami, zúčastnil se mistrovství Evropy 1981 v Tampere a mistrovství světa amatérů 1982 v Mnichově. Na MS 1982 v 1. kole vyřadil Rakušana Herberta Burnnauera r.s.c. ve 3. kole, ale v osmifinále prohrál s Rumunem Viorelem Ioanou. Stejný soupeř ho rok předtím porazil už v 1. kole na mistrovství Evropy v poměru 4:1.

## Adach na OH 1980
Adach byl vybrán mezi reprezentanty na Letní olympijské hry 1980 do Moskvy. V lehké váze tu měl v 1. kole za soupeře laoského reprezentanta Bounphisitha Songkhamphoua a porazil ho předčasně výraznou převahou (r.s.c.). Zcela suverénně vyhrál 5:0 nad tanzanským boxerem Omari Golaiou a postoupil do čtvrtfinále proti Florianu Lidavaruovi z Rumunska. Tomu Adach utržil tržnou ránu ve tváři a lékař nedovolil Rumunovi v boji pokračovat. Po vítězství r.s.c. pak měl Adach zajištěnou medaili, v boji o nejcennější kovy však nestačil Ángelu Herrerovi z Kuby a prohrál 0:5. Ten ve finále r.s.c. porazil Sověta Viktora Děmjaněnka.